# Fannia confusa
Fannia confusa är en tvåvingeart som beskrevs av Adrian C. Pont och Barros de Carvalho 1994. Fannia confusa ingår i släktet Fannia och familjen takdansflugor. Inga underarter finns listade i Catalogue of Life.